# Dianemidae
Die Dianemidae sind die kleinere der beiden Familien der Schleimpilze in der Ordnung der Trichiida. Sie umfasst zwei Gattungen mit insgesamt 12 Arten. Die Familie ist weltweit verbreitet.

## Merkmale
Die Fruktifikationen sind selten kurz-, meist ungestielte Sporokarpe oder Plasmodiokarpe. Das Peridium ist einfach, selten doppelt, die äußere Schicht körnig.
Die Capillitiumsfäden sind einfach oder verzweigt, nie aber netzartig. Sie sind stabil, dickwandig und massiv (innen also nicht hohl), schmal und messen im Durchmesser in der Regel weniger als 2 Mikrometer. Am Ansatz sind sie verwachsen mit der Fruktifikation sowie der Peridie, an ihrer Oberfläche glatt oder mit Warzen oder Stacheln skulpturiert.
Die Sporen sind als Masse graurosa oder gelb, im Durchlicht blassgelb, blassgrau bis hin zu farblos.

## Systematik
Die Dianemidae wurden 1899 von Thomas Huston Macbride erstbeschrieben. Zeitweise wurden auch die heute zu den Trichiidae gezählte monotypische Gattung Minakatella und die ebenfalls monotypische, heute eine eigene Familie bildende Listerella zu ihr gestellt.
- Familie Dianemidae
  - Dianema
  - Calomyxa

## Nachweise
1. 1 2 3 4  Hermann Neubert, Wolfgang Nowotny, Karlheinz Baumann: Die Myxomyceten Deutschlands und des angrenzenden Alpenraumes unter besonderer Berücksichtigung Österreichs. Band 1. Karlheinz Baumann Verlag, Gomaringen 1993, ISBN 3-929822-00-8, S. 216.
2. ↑  Michael J. Dykstra, Harold W. Keller: Mycetozoa In: John J. Lee, G. F. Leedale, P. Bradbury (Hrsg.): An Illustrated Guide to the Protozoa. Band 2. Allen, Lawrence 2000, ISBN 1-891276-23-9, S. 965–967 (englisch).